# Aplastoceros
Aplastoceros es un género de polillas tortrícidas categorizado en la tribu Epitymbiini, de la subfamilia Tortricinae. Fue descrito por Diakonoff en 1953.

## Especies
- Aplastoceros affabilis Diakonoff, 1956
- Aplastoceros carphalea Diakonoff, 1953
- Aplastoceros dentifera Diakonoff, 1953
- Aplastoceros euetrias Diakonoff, 1953
- Aplastoceros peneploca Diakonoff, 1953
- Aplastoceros plumbata Diakonoff, 1953